# Gemerský Sad
Gemerský Sad este o comună slovacă, aflată în districtul Revúca din regiunea Banská Bystrica. Localitatea se află la altitudinea de 253 m deasupra n.m., se întinde pe o suprafață de 12,18 km2 și în 2017 număra 304 locuitori.

## Istoric
Localitatea Gemerský Sad este atestată documentar din 1213.

## Demografie
| An:                | 1994 | 2004   | 2014   | 2024   |
| ------------------ | ---- | ------ | ------ | ------ |
| Număr de persoane: | 337  | 317    | 302    | 289    |
| Diferență:         |      | −5,93% | −4,73% | −4,30% |

| An:                | 2023 | 2024   |
| ------------------ | ---- | ------ |
| Număr de persoane: | 296  | 289    |
| Diferență:         |      | −2,36% |